# Radwegekirche

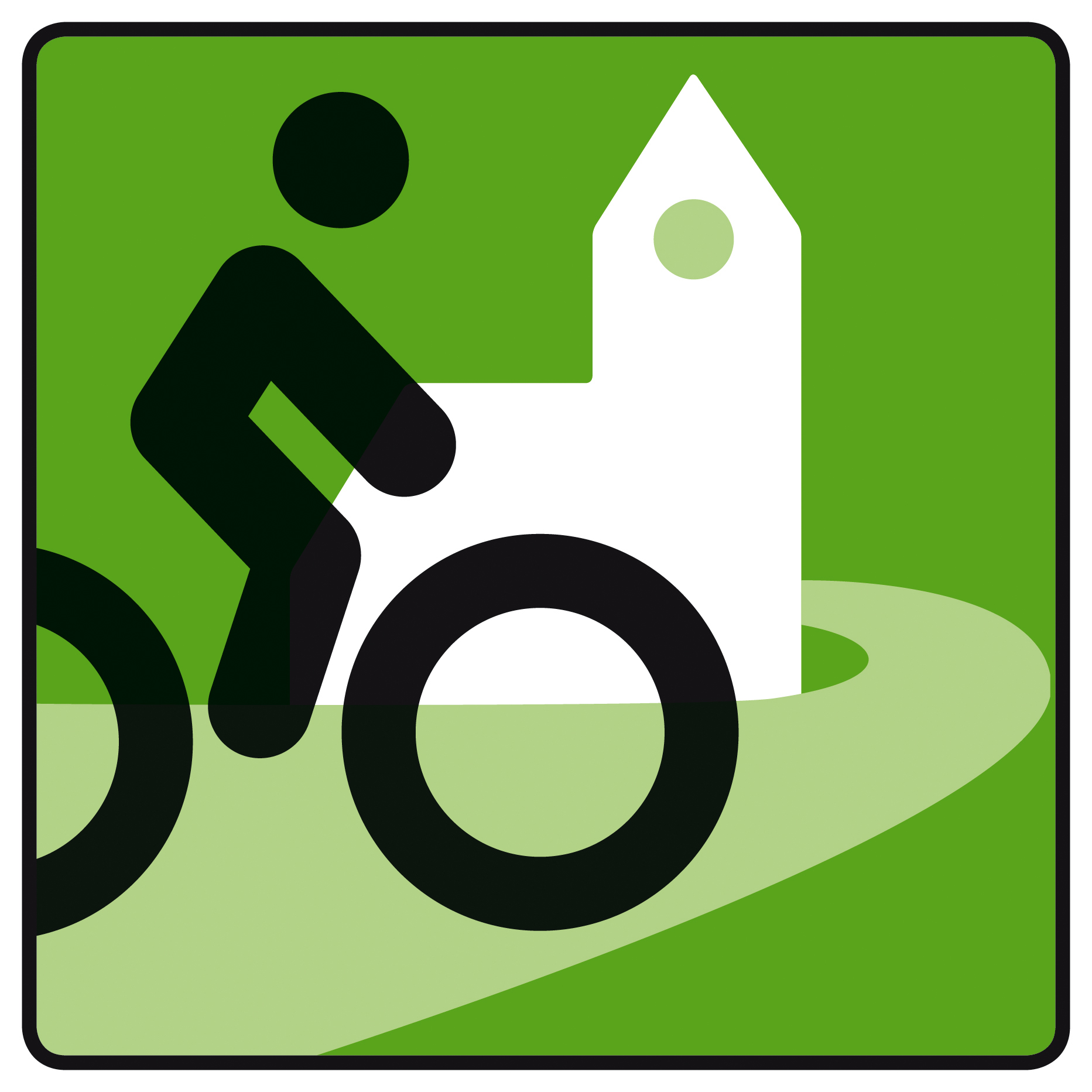
Signet „Radwegekirche“ der Evangelischen Kirche in Deutschland

Radwegekirchen sind eine spezielle Form der verlässlich geöffneten Kirchen. Sie laden zur geistlichen Besinnung und Andacht ein. Daneben garantieren sie Radtouristen einen geeigneten Platz für die Rast, einen Zugang zu Toiletten, Informationen zum Ort und zu Sehenswürdigkeiten der Region.

## Deutschland

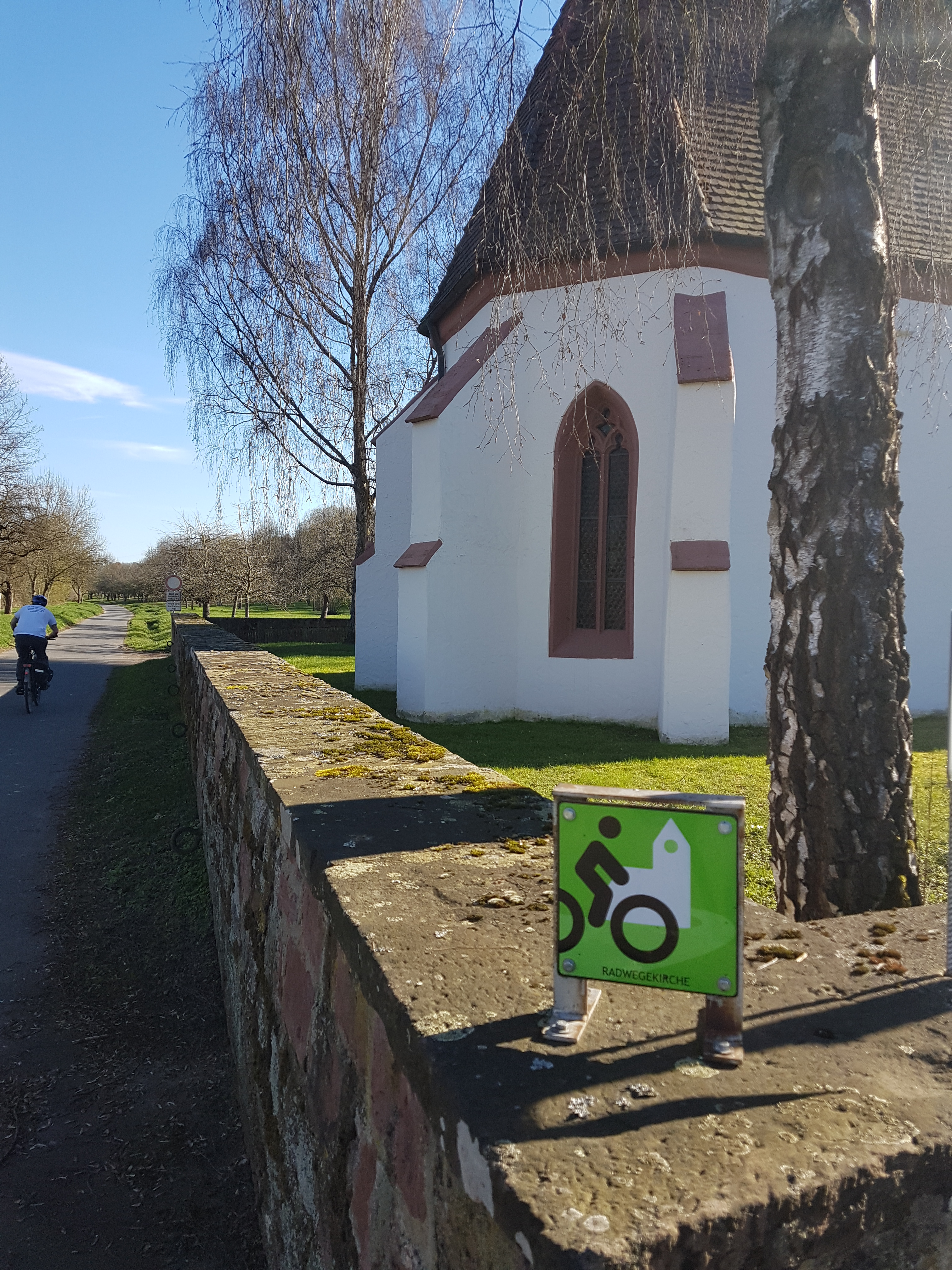
Radwegekirchensymbol an der Wolfgangskapelle am Taubertalradweg (2017)

Als erste Radwegekirche in Deutschland wurde 2001 die Johanniskirche im Klosterpark Reinhardsbrunn/Thüringen ausgewiesen. Im Jahr 2009 beschloss die Evangelische Kirche die Einführung der einheitlichen Kennzeichnung „Radwegekirche“, womit auch einheitliche Standards verbunden waren. Diese Standards wurden auch von katholischen Radwegekirchen übernommen.

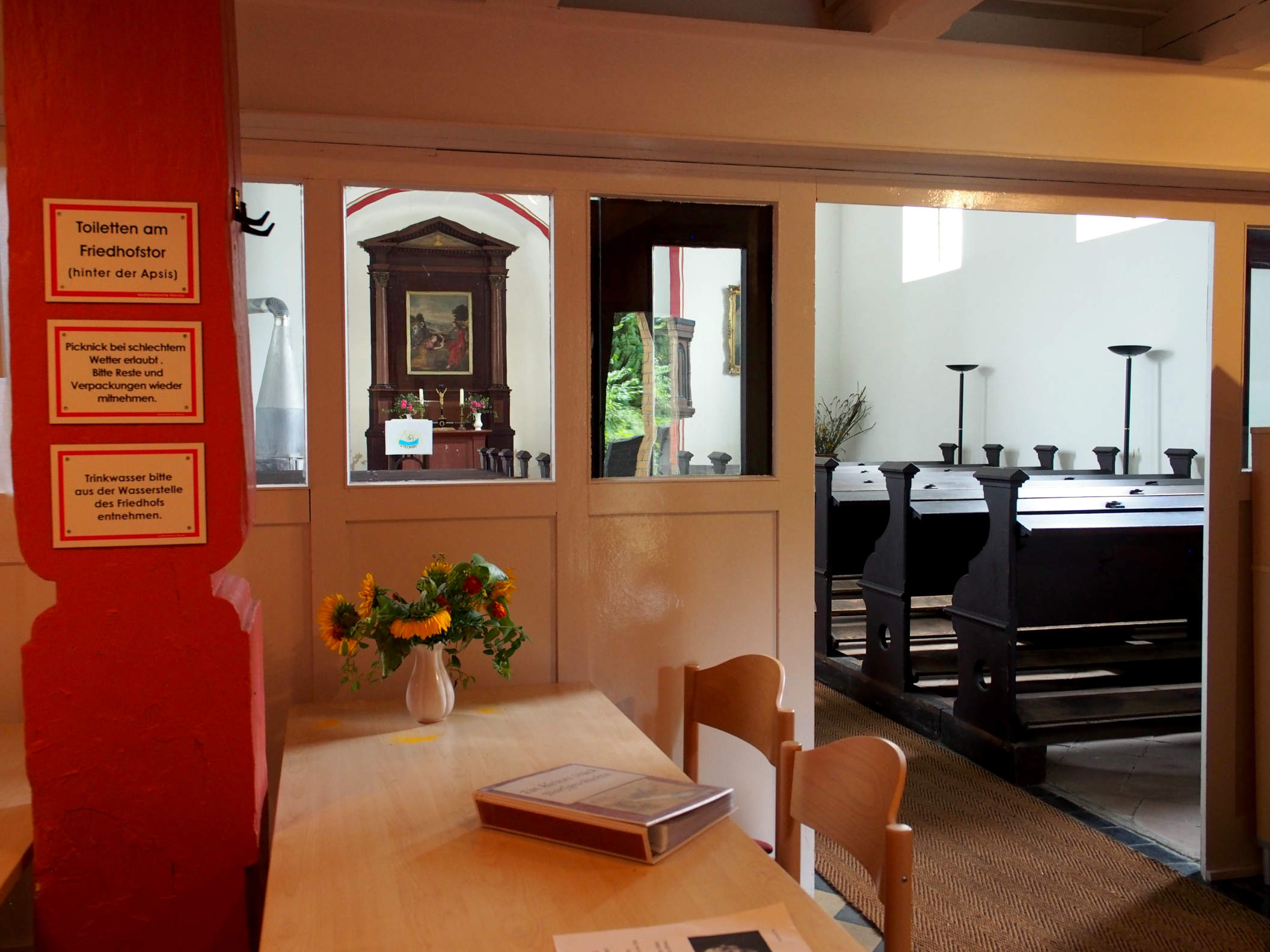
St. Nicolai (Steckby): Bei schlechtem Wetter Picknick in der Kirche erlaubt.

Unterdessen tragen mehr als 280 evangelische und katholische Kirchen das von der Evangelischen Kirche in Deutschland (EKD) verliehene Signet. Es garantiert, dass die Kirche in unmittelbarer Nähe zu einem Radweg liegt, im Zeitraum von Ostern bis zum Reformationstag tagsüber frei zugänglich ist, was vielerorts auch für das Winterhalbjahr gilt, und als ein geistlicher Raum fungiert. Hierfür müssen meist ehrenamtlich regelmäßige Auf- und Zuschließdienste organisiert werden. Ebenso werden kontinuierlich Flyer, die über die jeweilige Kirche und die Radwegekirchen-Aktion informieren, ausgelegt.

## Schweiz
Die Reformierten Kirchen Bern-Jura-Solothurn haben 2014 die Idee aufgenommen und dem Schweizer Sprachgebrauch entsprechend als „Velowegkirche“ lanciert. In der Folge wurde im August 2015 den ersten 16 Schweizer Kirchen das Label verliehen. Sie alle liegen an der Herzroute, welche als Partner das Projekt unterstützt.